# Zaafrane
Zaafrane (em árabe: زعفران) é uma cidade e comuna localizada na província de Djelfa, Argélia. De acordo com o censo de 2008, a população total da cidade era de 12 972 habitantes.